# Рашка (Сучава)
Рашка (рум. Rașca) насеље је у Румунији у округу Сучава у општини Молдовица. Oпштина се налази на надморској висини од 743 m.

## Становништво
Према подацима из 2011. године у насељу је живело 782 становника.